# Monterotondo Marittimo
Monterotondo Marittimo es una localidad italiana de la provincia de Grosseto , región de Toscana, con 1.328 habitantes.

Ubicación de la ciudad de Monterotondo Marittimo dentro de la provincia de Grosseto.

## Evolución demográfica
| Gráfica de evolución demográfica de Monterotondo Marittimo entre 1861 y 2001 |
|                                                                              |
| Fuente ISTAT - Elaboración gráfica por parte de Wikipedia                    |